# NGC 7702
NGC 7702 é uma galáxia lenticular (S0) localizada na direcção da constelação de Phoenix. Possui uma declinação de -56° 00' 43" e uma ascensão recta de 23 horas, 35 minutos e 28,8 segundos.
A galáxia NGC 7702 foi descoberta em 28 de Outubro de 1834 por John Herschel.